# Fairmont (Wirginia Zachodnia)
Fairmont – miasto w Stanach Zjednoczonych, w stanie Wirginia Zachodnia, siedziba administracyjna hrabstwa Marion. Według spisu w 2020 roku liczy 18,4 tys. mieszkańców, w tym 87% stanowią białe społeczności nielatynoskie. Położone około 25 km na południowy zachód od Morgantown. 